# Maxjenny Forslund
Maxjenny Forslund, född 1975, är en svensk-dansk designer. Hon var tidigare möbelformgivare men inriktar sig numera på mode och textildesign.. Maxjenny Forslund är dotter till silversmeden Owe Johansson och textilformgivaren Margareta Forslund.
Maxjenny Forslund är uppvuxen på Österlen i Skåne. Efter examen som möbel- och produktdesigner vid Danmarks Designskole år 2003 visade Forslund screentryckta pallar och maskinbroderade soffor på möbelmässorna i Milano, New York och London. År 2005 övergick Forslund till textil- och modebranschen. Hon har därefter deltagit i internationella design- och moderelaterade textilprojekt och arbetat som freelancedesigner. Genombrottet kom med Les Couleurs Nationales, ett modeprojekt influerat av färgerna hos Léon Bakst. År 2007 kom projektet Maxjenny art fashion & style, som koncentrerade sig på mode. Här användes primärt så kallade intelligenta material, exempelvis textilier som kan identifiera en yttre stimulans och reagera på ett kontrollerat sätt. 
Hon uppmärksammades i medierna 2006, när Madonna valde kläder av henne till en musikvideo.
Maxjenny Forslund har haft framgång med sina kläder i länder som Japan, Tyskland och Holland. I den internationella utgåvan av tidningen Bon 2008 utnämndes hon till en av fem klädskapare som omskapar världen.